# Morgan Alexander
Morgan Alexander (ur. 19 lutego 1982 w Reginie) – kanadyjski bobsleista, brązowy medalista mistrzostw świata.

## Kariera
Największy sukces w karierze osiągnął w 2005 roku, kiedy wspólnie z Pierre'em Luedersem, Kenem Kotykiem i Lascellesem Brownem zdobył brązowy medal w czwórkach podczas mistrzostw świata w Calgary. Był to jego jedyny medal wywalczony na międzynarodowej imprezie tej rangi. W 2006 roku wystartował na igrzyskach olimpijskich w Turynie, gdzie jego osada zajęła czwarte miejsce w czwórkach. Kanadyjczycy przegrali tam walkę o podium z I osadą Szwajcarii o 0,09 sekundy.